# キシュティム
キシュティム(ロシア語Кыштым)はロシア連邦のチェリャビンスク州の都市である。南ウラル山脈と中部ウラル山脈の境界のキシュティム川沿いに位置している。キシュティムスキー市街地の行政の中心地であり主要都市のエカテリンブルグとチェリャビンスクの間に位置し、エカテリンブルクからは約90km、チェリャビンスクからは約70km離れている。市内は森と多数の湖に囲まれており自然豊かな地形である。
1757年に工場が建設されたことを起源とする。その後は工場集落として発展していった。
人口は3万5243人(2024年)

## 歴史
1755年にロシアの実業家ニキータ・デミドフによってキシュティムに工場が建設された。1757年には鉄鋳造所と製鉄工場の2つの工場が開設されこの2つの工場が製造する鉄製品はロシア国内だけではなくヨーロッパでも人気を博した。さらにこの年にキシュティムは設立されたと考えられている。
19世紀になるとこの企業は鉱業において南ウラル地方で最大の企業へと成長し1870年代にはキシュティムの人口は1万人を超え周辺の村を合わせると人口は7万5000人となった。
1921年にキシュティムで大火災が発生し孤児院や学校を含む建築物の3分の1が消失し数千人の人々が住宅を失い工業的にも深刻な被害を受けた。2〜3年にかけて復興を終えたのち1934年にこの街は市としての地位を与えられ20世紀初頭のキシュティムは銅電解質工場や耐火物工場、機械製造工場などが建設された。
1957年9月29日にオジョルスク近郊のマヤーク核技術施設で原子力事故が発生した。(キシュテム事故)事故当時キシュティムは南西の風が吹いていたこともあって被爆はしなかったが少なくとも22の村が被曝し1万人以上の住民が避難した。当時オジョルスクは閉鎖都市となっており地図には載っていなかったため近隣の町のキシュティムの名前が付けられた。

## 産業

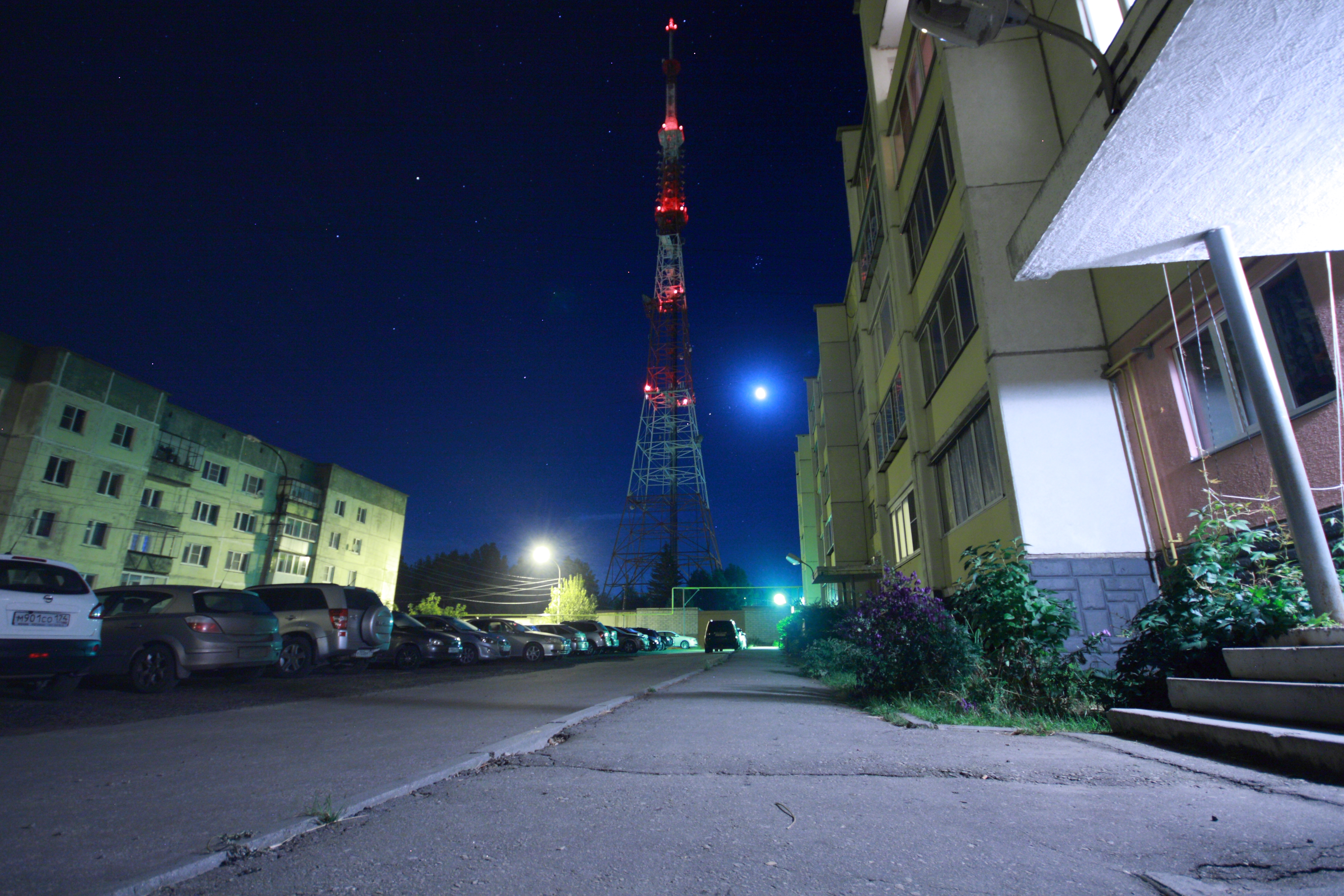
キシュティムタワー

キシュティムには銅電解質工場や電気機械工場、研磨工場、ラジオ製造工場などがあり非鉄冶金業や金属加工業、電力産業などが盛んである。

## 交通
キシュティムには南ウラル鉄道の通過駅(キシュティム駅)がある。また、主要都市のミアスやチェリャビンスク間でも高速道路で繋がっている。

## 観光

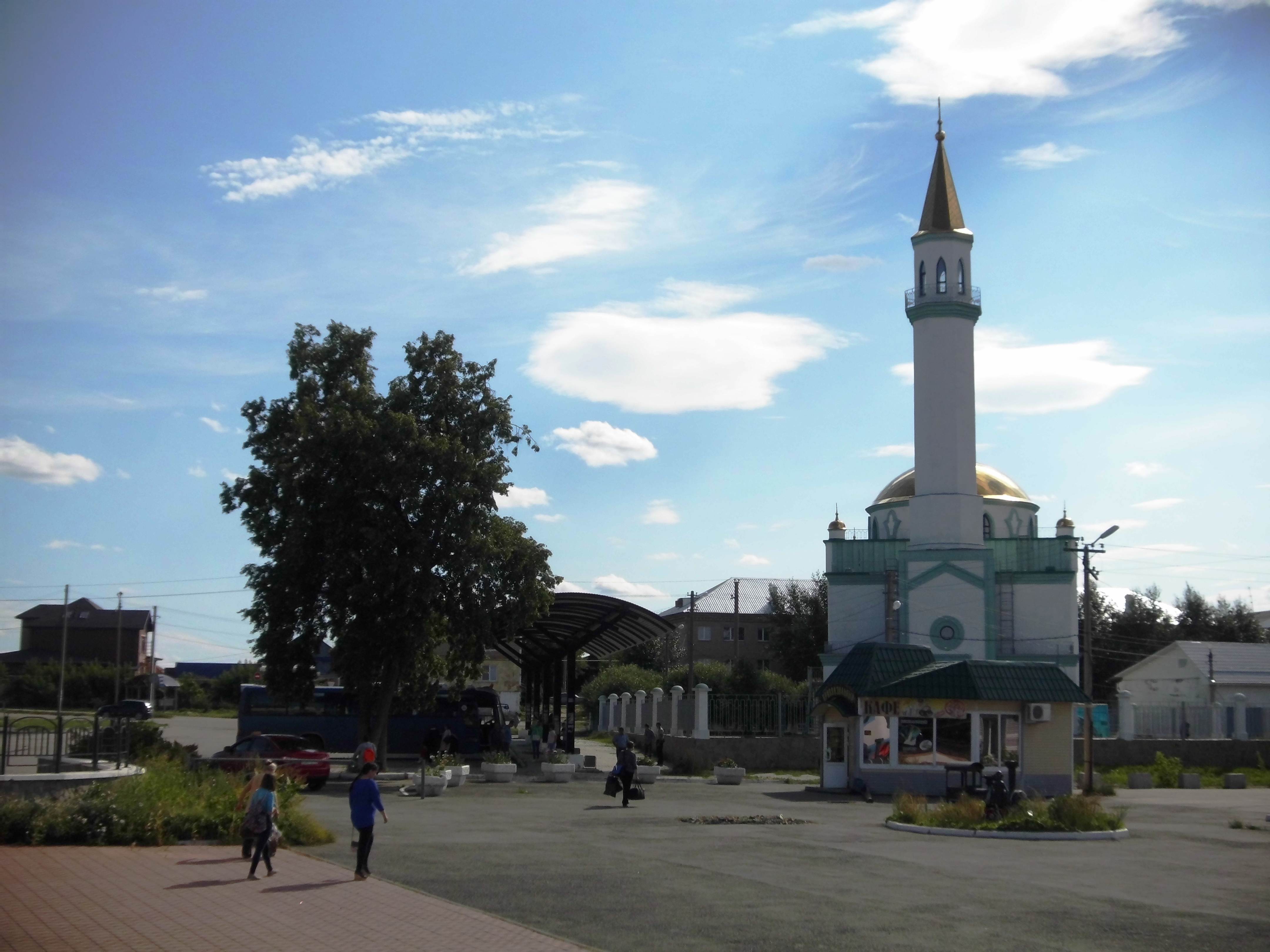
カテドラルモスク

市内にはニキータ・デミドフによって建てられた300年の歴史を持つホワイトハウスやウラル地域で最も古い歴史を持つ教会の一つであるキシュティムキリスト降誕教会がありキシュティム駅前にはチェリャビンスク州で2番目のドーム型モスクであるカテドラルモスクがある。さらにキシュティムは自然豊かな街であり市内や街の周辺にスゴマク湖などの多数の湖があり市外にはスゴマクスカヤ洞窟やスゴマク山がある。

## 人口
| 1931  | 1939  | 1959  | 1967  | 1970  | 1979  | 1989  | 1992  | 1996  |
| ----- | ----- | ----- | ----- | ----- | ----- | ----- | ----- | ----- |
| 26700 | 27800 | 34032 | 36000 | 36096 | 39830 | 42852 | 42700 | 41000 |
| 1998  | 2002  | 2003  | 2005  | 2006  | 2007  | 2008  | 2009  | 2010  |
| 40700 | 41929 | 41900 | 41000 | 41800 | 40400 | 39180 | 40068 | 38942 |
| 2011  | 2012  | 2013  | 2014  | 2015  | 2016  | 2017  | 2018  | 2019  |
| 38960 | 38732 | 38640 | 38643 | 38008 | 37089 | 37489 | 36997 | 36414 |
| 2020  | 2021  | 2023  | 2024  |       |       |       |       |       |
| 36243 | 36045 | 35325 | 35243 |       |       |       |       |       |

## 姉妹都市
イェウパトーリヤ(エフトパトリア)、ロシア(事実上)ウクライナ(国連総会決議)